# يوسف أمين العلمي
يوسف أمين العلمي (مواليد 20 نوفمبر 1961، بالعرائش) هو روائي وفنان بصري مغربي. ألّف تسعة كتب باللغة الفرنسية، ثلاثة منها تتعامل مع ظاهرة الهجرة، وقد تُرجمت كتبه إلى لغات عدّة.

## مسيرته
وُلد في 20 نوفمبر 1961 بمدينة العرائش بالمغرب. عندما أنهى دراسته الثانوية في ثانوية ديكارت بالرباط، توجه للدراسة لعدة سنوات في جامعة نيويورك، قبل أن يعود إلى الرباط، حيث كتب روايته الأولى «مغربي في نيويورك».
في عام 1991، حصل على منحة فولبرايت التابعة لجامعة نيويورك، لإجراء بحث حول الخطاب الإعلاني، وقد سبق له أن تلقى تكوينا في مجال تصميم وإنشاء الإعلانات في معهد الموضة للتكنولوجيا، وكلية بارسونز للتصميم.
حصل العلمي على دكتوراه الدولة في علم التواصل. ويشتغل حاليا أستاذا في التعليم العالي بجامعة ابن طفيل بالقنيطرة، حيث يقوم بتدريس الأسلوبية والإعلام في شعبة اللغة الإنجليزية.
العلمي أيضا هو عضو مؤسس والرئيس الحالي للمركز المغربي للقلم الدولي. 

## أعماله
في شتنبر 2003، نشر (Le Journal de YAE)، وهو عبارة عن مجموعة من النصوص المستوحاة من أحداث 16 ماي في الدار البيضاء، بالإضافة إلى العديد من الأعمال مثل «الحب السايح» التي اقتبس منها «المسرح الرحال» مسرحية بنفس العنوان، وروايته المكتوبة بالدارجة «تقرقيب الناب: خبار بلادنا»، ورواية «لم يمت بعد» عن دار الفنك، التي استحضر فيها علاقته بالأب وبالموت والفقدان والفراغ. ألّف العلمي أيضا العديد من المقالات حول فن التصوير الفوتوغرافي وفن تصميم الأزياء، والتي نُشرت في الصحافة الوطنية والدولية. وقد تُرجمت أعماله إلى العربية والإنجليزية والإسبانية والألمانية واليونانية والهولندية، وأسفر بعضها عن مشاريع فنية، من جملتها الاقتباس الموسيقي لـ (Paris mon bled)، ومعرض (Miniatures)، بالإضافة إلى مشروع «رواية في المدينة» التي تقدم كتاب رحل (Nomade)، وهي رواية غير منشورة، على شكل تركيب أدبي معماري.

### قائمة أعماله
- 1998: "مغربي في نيويورك (بالفرنسية: Un Marocain à New York)‏، (ردمك 9-9810-9013-1)
- 2000: «الحراڭة - رجال يشربون البحر» (بالفرنسية: Les Clandestins)‏، دار أبي رقراق للطباعة والنشر (ترجمها للعربية فريد الزاهي)، (ردمك 2-8462-6010-9)[4]
- 2002: (بالفرنسية: Paris mon bled)‏، (ردمك 9-9810-9081-6)
- 2003: (بالفرنسية: Le Journal de YAE)‏، (ردمك 2914164041)
- 2003: تقرقيب الناب: خبار بلادنا، (ردمك 9954523448)
- 2004: (بالفرنسية: Miniatures)‏، (ردمك 2-9141-6405-X)
- 2009: «الحرب جميلة» (بالفرنسية: C’est beau la guerre)‏، دار الفنك للنشر
- 2011: (بالفرنسية: Oussama mon amour)‏، (ردمك 978-9954-1-0350-0)
- 2014: «الحب السايح» (بالفرنسية: Amour nomade)‏، (ردمك 978-9954-1-0430-9)
- 2015: (بالفرنسية: Drôle de Printemps)‏، (ردمك 9954105115)
- 2018: (بالفرنسية: Même pas mort)‏، (ردمك 9954168311)، ترجمها للعربية توفيق سخان سنة 2020 بعنوان «لم يمت بعد»، (ردمك 9920390380)

## جوائز
حصل على جائزة أفضل رواية سفر من المجلس الثقافي البريطاني الدولي عن روايته الأولى، بالإضافة إلى جائزة الأطلس الكبير للكتاب في عام 2001، وجائزة البحر الأبيض المتوسط «متعة القراءة» لعام 2010 عن روايته (بالفرنسية: Les Clandestins)‏.
في عام 2020، فاز أيضًا بجائزة الكتاب البرتقالي في إفريقيا عن روايته «الحرب جميلة» (بالفرنسية: C’est beau la guerre)‏.